# رأس سمون
رأس سمون هو رأس يقع بالساحل الجنوبي لأرخبيل قرقنة، وتحديدا جنوب بلدة مليتة.